# ديفيد عباسي
ديفيد عباسي (بالفارسية: حسن عباسی) هو صحفي وكاتب إيراني، ولد في 22 يوليو 1957 في باريس في فرنسا.

## وصلات خارجية
- الموقع الرسمي